# Juana tenía el pelo de oro
Juana tenía el pelo de oro es una película dramática colombiana de 2007 dirigida y escrita por Luis Fernando Bottía y protagonizada por Fernando Solórzano, Xiomara Galeano, Carlos Cruz, Brigitte Rouan, Ernesto Benjumea y Franky Linero.

## Sinopsis
Juana es una niña que vive en Ciénaga y que tiene el pelo de oro. El obispo la lleva a vivir a la parroquia, donde la emplean en oficios domésticos y le cortan el cabello para bordar las vestimentas litúrgicas. Ante la presión del pueblo, Juana es obligada a casarse con el alcalde. El día de la boda Juana le revela al alcalde que debe permanecer virgen si quiere que sus cabellos sigan siendo dorados. Cansada de que solamente la utilicen como una fuente económica por la riqueza de sus cabellos, Juana decide huir.

## Reparto
- Xiomara Galeano - Juana
- Ernesto Benjumea - Diácono
- Carlos Ruiz - Alcalde
- Franky Linero - Obispo
- Fernando Solórzano - Periodista